# Troiano da Terra

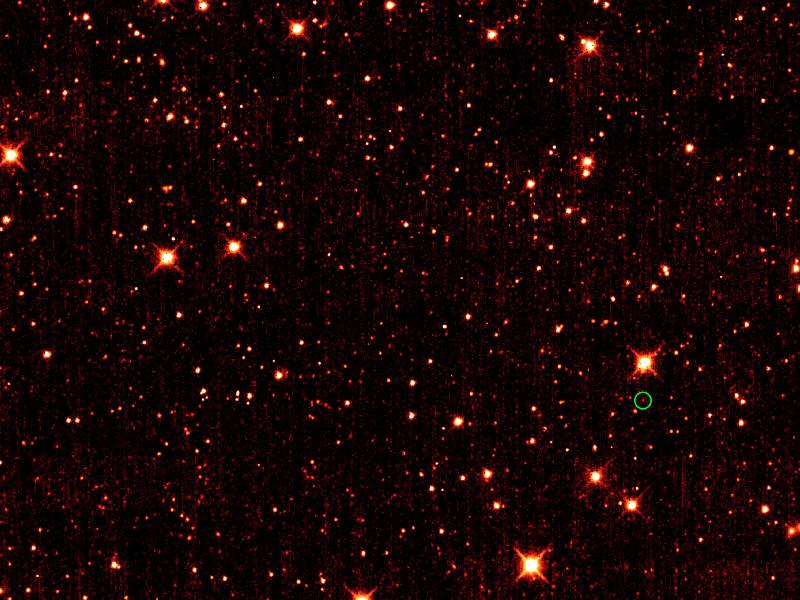
, foi o primeiro troiano conhecido da Terra, está localizado no círculo verde destacado no canto inferior direito

Troiano da Terra são corpos menores do sistema solar que orbitam o Sol em uma órbita semelhante à da Terra na vizinhança da Terra - nos pontos de Lagrange L4 e L5. Eles foram nomeados devido os asteroides troianos que estão associados com os pontos de Lagrange análogas de Júpiter. Apenas dois até agora foram descobertos.
Sua localização no céu sendo observado a partir da Terra seriam em média de cerca de 60° a leste ou a oeste do Sol. Os pesquisadores tendem a procurar asteroides em alongamentos muito maiores, poucas pesquisas foram feitas nesses locais.
O asteroide 2010 TK7 de 300 metros de diâmetro foi determinado que o mesmo está associado ao ponto de Lagrange L4 da Terra. Foi descoberto por Martin Connors e colegas da Universidade de Athabasca, usando o Wide-field Infrared Survey Explorer (WISE) por satélite. Foi o primeiro troiano da Terra confirmado. O segundo troiano da Terra a ser descoberto, o 2020 XL5, seguirá nosso planeta nos próximos 4 000 anos.

## Lista
L4
- 2010 TK7

L5
- Nenhum dos objetos atualmente conhecidos provavelmente estão no ponto L5 da Terra.

## Outros companheiros da Terra
A Terra tem um segundo companheiro, asteroide 3753 Cruithne, com cerca de 5 km de diâmetro, em um tipo peculiar de ressonância orbital chamada de órbita ferradura. É provavelmente apenas uma ligação temporária. Vários outros pequenos objetos foram encontrados em órbitas semelhantes. Embora esses objetos estão em ressonância orbital de 1:1, eles não são troianos da Terra porque nenhum deles estão em torno de um determinado ponto de Lagrange, seja L4 ou L5.